# Stanguellini
Stanguellini – założona przez Vittorio Stanguelliniego firma produkująca samochody sportowe i wyścigowe.

## Historia

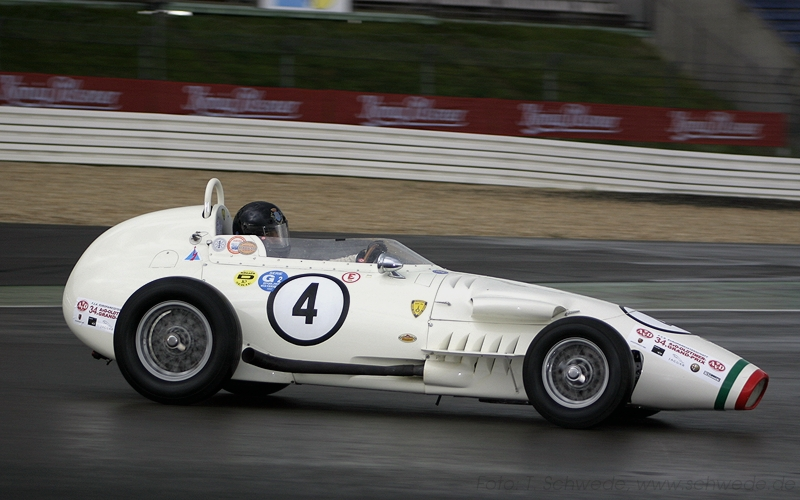
Stanguellini Junior

Vittorio Stanguellini urodził się w 1910 roku. Przed II wojną światową był dilerem FIAT-a w Modenie. W 1933 roku zaczął modyfikować samochody FIAT-a. Po wojnie skonstruował pierwszy pełnowymiarowy samochód i od tamtego czasu do 1962 roku budował od dwóch do czterech samochodów sportowych na rok. Zbudował także własne silniki oparte na jednostkach FIAT-a, o pojemnościach 750 i 1100 cm³. Silniki te osiągały znaczne sukcesy we włoskich wyścigach samochodowych.
Wraz z utworzeniem we Włoszech Formuły Junior Stanguellini zdecydował się na uczestnictwo w tej serii, a jego samochody zdobyły tytuł w 1958 roku. Rok później Formuła Junior umiędzynarodowiła się, ale prowadzący Stanguelliniego Michel May zdołał sięgnąć po tytuł; w tym okresie kierowcami Stanguellinich byli m.in. Wolfgang von Trips i Lorenzo Bandini. Po przyjściu do Formuły Junior Coopera i Lotusa Stanguellini nie osiągał już tak dobrych wyników i wycofał się z rywalizacji po kilku latach.
Samochody Stanguellini uczestniczyły również m.in. w 24h Le Mans, Formule 2 i Formule 3.